# Candeia
Antônio Candeia Filho plus connu sous le nom de Candeia (Rio de Janeiro, 17 août 1935 — Rio de Janeiro, 16 novembre 1978), est un sambiste, chanteur et compositeur brésilien. Son école de samba est Portela.

## Discographie
- 1970 - Autêntico, Samba, Original, Melodia, Portela, Brasil, Poesia[1]
- 1971 - Filosofia do Samba
- 1975 - Samba de Roda
- 1975 - Partido em 5
- 1976 - Partido em 5 - Vol. 2
- 1977 - Quatro Grandes do Samba
- 1977 - Luz da inspiração
- 1978 - Axé